# Nam vương Siêu quốc gia 2025
Nam vương Siêu quốc gia 2025 là cuộc thi Nam vương Siêu quốc gia lần thứ 9 được tổ chức tại Nhà hát ngoài trời Công viên Strzelecki, Nowy Sącz, Małopolska, Ba Lan vào ngày 28 tháng 6 năm 2025. Fezile Mkhize đến từ Nam Phi trao lại vương miện cho người kế nhiệm Swann Lavigne đến từ Pháp.

## Kết quả

### Thứ hạng
| Hạng                      | Thí sinh |
| ------------------------- | --- |
| Mister Supranational 2025 | - Pháp – Lavigne Swann ∆ ‡ |
| Á vương 1                 | - Curaçao – Zuemerik Veeris |
| Á vương 2                 | - México – Mauricio Calvo |
| Á vương 3                 | - Nigeria – Michael Mazi § |
| Á vương 4                 | - Philippines – Kenneth Cabungcal |
| Top 10                    | - Indonesia – Mustanir Afif - Puerto Rico – Anthony Delgado - Séc – Tomas Haring - Venezuela – Víctor Battista - Việt Nam – Nguyễn Minh Khắc |
| Top 20                    | - Ấn Độ – Shubham Sharma ∆ - Ba Lan – Adam Wyszyński - Canada – Daniel Chopite - Hà Lan – Anthony Henricus - Hồng Kông – Wei Zihong - Namibia – Mmoloki Samoka - Nam Phi – Luca Pontiggia ∆ - Tây Ban Nha – Pablo Herrera - Thái Lan – Piyapong Kammeesawang - Trung Quốc – Haoyong Qin |

- ∆ Thắng phần thi fast track vào thẳng Top 20 chung cuộc.
- § Thắng giải Supra Fan Vote vào thẳng Top 10 chung cuộc.
- ‡ Thắng Candidate's Choice (được chọn bởi những thí sinh khác) vào thẳng Top 20 chung cuộc.

### Thứ tự gọi tên
| Nguồn: 1. Indonesia 2. Pháp 3. Nam Phi 4. Ấn Độ 5. Canada 6. Venezuela 7. Trung Quốc 8. Tây Ban Nha 9. Hà Lan 10. Philippines 11. México 12. Séc 13. Việt Nam 14. Namibia 15. Curaçao 16. Puerto Rico 17. Thái Lan 18. Hồng Kông 19. Nigeria 20. Ba Lan | Nguồn: 1. Nigeria 2. Venezuela 3. Philippines 4. Puerto Rico 5. México 6. Indonesia 7. Pháp 8. Séc 9. Curaçao 10. Việt Nam | Nguồn: 1. Philippines 2. Curaçao 3. Pháp 4. Nigeria 5. México |  |

### Người giữ danh hiệu châu lục
Giải thưởng được trao cho các đại diện có thứ hạng cao nhất trong từng châu lục, ngoại trừ những thí sinh nằm trong Top 5.
| Châu lục  | Thí sinh                        | T.k.  |
| --------- | ------------------------------- | ----- |
| Africa    | - Nam Phi – Luca Pontiggia      | [ 6 ] |
| Americas  | - Venezuela – Víctor Battista   | [ 6 ] |
| Asia      | - Indonesia – Mustanir Afif     | [ 6 ] |
| Caribbean | - Puerto Rico – Anthony Delgado | [ 6 ] |
| Europe    | - Séc – Tomas Haring            | [ 6 ] |

### Giải thưởng đặc biệt
| Giải thưởng        | Thí sinh                    |
| ------------------ | --------------------------- |
| Mister Fitness     | - Trung Quốc — Haoyong Qin  |
| Mister Friendship  | - Nam Phi — Luca Pontiggia  |
| Mister Talent      | - Hàn Quốc — Lee Seung Chan |
| Mister Influencer  | - Ấn Độ — Shubham Sharma    |
| Supra Chat         | - Nam Phi — Luca Pontiggia  |
| Model of The Year  | - Pháp — Swann Lavigne      |
| Supra Fan-Vote     | - Nigeria — Michael Mazi    |
| From The Ground-Up | - Indonesia — Mustanir Afif |
| Candidates’ Choice | - Pháp — Swann Lavigne      |

## Phần thi thử thách

### Phần thi fast track

#### Supra Chat
Supra Chat với các thí sinh đã được công chiếu vào ngày 23 tháng 4 năm 2025 và phát sóng trên kênh YouTube chính thức của Mister Supranational. Trong phần thi này, các thí sinh được chia thành từng nhóm từ bốn đến sáu người và lần lượt giới thiệu bản thân. Người chiến thắng của mỗi nhóm sẽ bước vào vòng chung kết của phần thi thử thách này.
- Tiến vào vòng cuối

| Nhóm | Quốc gia hoặc vùng lãnh thổ | Quốc gia hoặc vùng lãnh thổ | Quốc gia hoặc vùng lãnh thổ | Quốc gia hoặc vùng lãnh thổ | Quốc gia hoặc vùng lãnh thổ | Quốc gia hoặc vùng lãnh thổ | T.k.   |
| ---- | --------------------------- | --------------------------- | --------------------------- | --------------------------- | --------------------------- | --------------------------- | ------ |
| 1    | Campuchia                   | Trung Quốc                  | Ấn Độ                       | Indonesia                   | Hàn Quốc                    | Việt Nam                    | [ 7 ]  |
| 2    | Bỉ                          | Curaçao                     | Séc                         | Jamaica                     | Namibia                     | Hà Lan                      | [ 8 ]  |
| 3    | Cộng hòa Dominica           | Ecuador                     | México                      | Perú                        | Tây Ban Nha                 | Venezuela                   | [ 9 ]  |
| 4    | Colombia                    | Guinea Xích Đạo             | Pháp                        | Nigeria                     | Ba Lan                      | Puerto Rico                 | [ 10 ] |
| 5    | Brasil                      | Canada                      | Malta                       | Sierra Leone                | Nam Phi                     | Trinidad và Tobago          | [ 11 ] |
| 6    | Cameroon                    | Myanmar                     | Nepal                       | Philippines                 | Sri Lanka                   | —                           | [ 12 ] |

##### Vòng cuối
- Tiến vào Top 20 nhờ thắng Supra Chat

| Kết quả     | Quốc gia |
| ----------- | --- |
| Chiến thắng | - Nam Phi – Luca Pontiggia |
| Top 6       | - México – Mauricio Calvo - Namibia – Mmoloki Samoca - Nigeria – Michael Mazi - Philippines – Kenneth Cabungcal - Trung Quốc – Haoyong Qin |

#### Mister Influencer Opportunity
Thí sinh có thành tích tổng thể cao nhất trong phần thi thử thách sẽ được vào Top 20 chung cuộc.
- Tiến vào Top 20 nhờ thắng Mister Influencer Opportunity

| Hạng        | Thí sinh                 | Thí sinh |
| ----------- | ------------------------ | -------- |
| Chiến thắng | - Ấn Độ – Shubham Sharma |          |

#### Supra Fan-Vote
Phần thi Supra Fan-Vote đã bắt đầu từ ngày 19 tháng 6 năm 2025 và sẽ kết thúc vào ngày diễn ra đêm chung kết. Thí sinh nhận được nhiều phiếu bình chọn nhất từ người hâm mộ sẽ được vào thẳng Top 10 của chung cuộc. Thời gian bình chọn diễn ra trước đêm chung kết và kết thúc ngay trước khi đêm thi bắt đầu. Bảng xếp hạng chính thức sẽ được công bố vào ngày 28 tháng 6, trước thềm đêm chung kết.
- Tiến vào Top 10 nhờ thắng Supra Fan-vote

| Hạng        | Thí sinh | Thí sinh |
| ----------- | --- | -------- |
| Chiến thắng | - Nigeria – Michael Mazi |          |
| Top 10      | - Colombia – Cristian Pérez - Indonesia – Mustanir Afif - Jamaica – Shevauni Powell - Pháp – Lavigne Swann - Philippines – Kenneth Cabungcal - Tây Ban Nha – Pablo Herrera - Thái Lan – Piyapong Kammeesawang - Trung Quốc – Haoyong Qin - Venezuela – Víctor Battista |          |

#### Supra Model of the Year
Vào ngày 23 tháng 6 năm 2025, phần thi Supra Model of the Year đã được phát sóng trực tiếp trên kênh YouTube chính thức của Mister Supranational lúc 8:30 tối. Trong đêm chung kết, một trong ba thí sinh lọt vào vòng chung kết của phần thi này sẽ được công bố là bán chung kết tiếp tục bước vào vòng chung kết của Mister Supranational 2025.
- Tiến vào Top 20 nhờ thắng Supra Model of the Year

| Hạng        | Thí sinh | Thí sinh |
| ----------- | --- | -------- |
| Chiến thắng | - Pháp – Lavigne Swann |          |
| Top 3       | - Curaçao – Zuemerik Veeris - México – Mauricio Calvo |          |
| Top 10      | - Ấn Độ – Shubham Sharma - Hà Lan – Anthony Henricus - Indonesia – Mustanir Afif - Nigeria – Michael Mazi - Puerto Rico – Anthony Delgado - Séc – Tomas Haring - Tây Ban Nha – Pablo Herrera |          |

### Phần thi non-fast track

#### Mister Talent
Vào ngày 21 tháng 6, năm tiết mục tài năng sẽ được trình chiếu trên kênh YouTube chính thức của Mister Supranational, và khán giả sẽ tiến hành bình chọn sau đó. Chung kết Supra Talent sẽ được phát sóng trực tiếp trên kênh YouTube chính thức của Mister Supranational vào ngày 23 tháng 6 năm 2025.
| Kết quả     | Thí sinh |
| ----------- | --- |
| Chiến thắng | - Hàn Quốc – Lee Seung Chan                                                                                  |
| Top 5       | - Cameroon – Gaetan Engamba - Curaçao – Zuemerik Veeris - Nepal – Cyrus Bishwakarma - Nigeria – Michael Mazi |

## Các thí sinh
38 thí sinh dự thi.
| Quốc gia/vùng lãnh thổ | Thí sinh                  | Tuổi | Quê quán      | T.k.          |
| ---------------------- | ------------------------- | ---- | ------------- | ------------- |
| Ấn Độ                  | Shubham Sharma            | 24   | Mumbai        | [ 14 ]        |
| Ba Lan                 | Adam Wyszyński            | 32   | Warszawa      | [ 15 ]        |
| Bỉ                     | Somar Alsaho              | 24   | Bruxelles     | [ 16 ]        |
| Brasil                 | Igor Thierry              | 24   | Manaus        | [ 17 ]        |
| Cameroon               | Edouard Gaetan Engamba    | 33   | Yaoundé       |               |
| Campuchia              | Heab SeangHuy             | 30   | Phnôm Pênh    | [ 18 ]        |
| Canada                 | Daniel Chopite            | 29   | Maturín       |               |
| Colombia               | Cristian Pérez            | 28   | Barranquilla  | [ 19 ]        |
| Curaçao                | Zuemerik Veeris           | 33   | Willemstad    | [ 20 ]        |
| Cộng hòa Dominica      | Stanley Castellanos       |      | Valverde      | [ 21 ]        |
| Ecuador                | Andrey Soliz              | 30   | Ibarra        | [ 22 ]        |
| Hà Lan                 | Anthony Henricus          | 21   | Rotterdam     | [ 23 ]        |
| Hàn Quốc               | Lee Seung Chan            | 32   | Seoul         | [ 24 ]        |
| Hoa Kỳ                 | Christopher Cox           |      | Honolulu      |               |
| Hồng Kông              | We Zihong                 | 25   | Tứ Xuyên      |               |
| Indonesia              | Mustanir Afif             | 30   | Banda Aceh    | [ 25 ]        |
| Jamaica                | Shevauni Powell           | 31   | Manchester    | [ 26 ]        |
| Ma Cao                 | Zhengqi Ai                | 30   | Thâm Quyến    |               |
| Malaysia               | Leon Lo                   | 34   | Kota Kinabalu | [ 27 ]        |
| Malta                  | Slaven Micallef           | 27   | Naxxar        | [ 28 ]        |
| México                 | Mauricio Calvo Barrera    | 29   | Tabasco       | [ 29 ]        |
| Myanmar                | Hlaing Bwar               | 22   | Mawlamyine    |               |
| Namibia                | Mmoloki Samoca            | 28   | Windhoek      | [ 30 ]        |
| Nam Phi                | Luca Pontiggia            | 34   | Johannesburg  |               |
| Nepal                  | Cyrus Bishwakarma         | 22   | Kathmandu     | [ 31 ]        |
| Nigeria                | Michael Mazi Michael      | 26   | Abagana       | [ 32 ] [ 33 ] |
| Perú                   | Eleazar Moreno            | 33   | Lima          | [ 34 ]        |
| Pháp                   | Swann Lavigne             | 26   | Taulignan     | [ 35 ]        |
| Philippines            | Kenneth Vincent Cabungcal | 25   | Dumaguete     |               |
| Puerto Rico            | Anthony Delgado           | 26   | Arecibo       | [ 36 ]        |
| Séc                    | Tomáš Haring              | 31   | Praha         | [ 37 ]        |
| Sierra Leone           | Ibrahim Imram Kamara      | 29   | Freetown      | [ 38 ]        |
| Tây Ban Nha            | Pablo Herrera Gómez       | 33   | Murcia        | [ 39 ]        |
| Thái Lan               | Piyapong Kammeesawang     | 32   | Phrae         | [ 40 ]        |
| Trinidad và Tobago     | Le Vaun Oliver            | 27   | Arima         | [ 41 ]        |
| Trung Quốc             | Leo Haoyong Qin           | 32   | Lâm Phần      | [ 42 ]        |
| Venezuela              | Víctor Battista           | 29   | Caracas       | [ 43 ]        |
| Việt Nam               | Nguyễn Minh Khắc          | 33   | Tây Ninh      | [ 44 ] [ 45 ] |

### Dự thi cuộc thi sắc đẹp quốc tế khác
| Cuộc thi                        | Năm  | Quốc gia/vùng lãnh thổ | Thí sinh                           | Thứ hạng       | T.k.   |
| ------------------------------- | ---- | ---------------------- | ---------------------------------- | -------------- | ------ |
| Caballero Universal             | 2023 | Canada                 | Daniel Rodriguez Chopite           | Á vương 4      |        |
| Manhunt International           | 2024 | Venezuela              | Víctor Michele Battista Infante    | Á vương 3      |        |
| Man of the World                | 2024 | Philippines            | Kenneth Vincent Cabungcal          | Á vương 1      | [ 46 ] |
| Man of the Year                 | 2022 | Việt Nam               | Nguyễn Minh Khắc                   | Á vương 1      | [ 47 ] |
| Mister Friendship International | 2022 | Campuchia              | Heab Seanghuy                      | Không đạt giải |        |
| Mister International            | 2022 | Perú                   | Eleazar Alberto Moreno Aguayo      | Top 16         |        |
| Mister International            | 2024 | Hà Lan                 | Anthony Henricus                   | Top 6          | [ 48 ] |
| Mister International            | 2024 | Pháp                   | Swann Lavigne                      | Top 15         | [ 49 ] |
| Mister World                    | 2014 | Curaçao                | Zuemerik Clementino Richard Veeris | Top 10         | [ 50 ] |
| Mister World                    | 2024 | Hồng Kông              | Wei Zihong · (đại diện Trung Quốc) | Không đạt giải | [ 51 ] |
| Mister World                    | 2024 | Malta                  | Slaven Micallef                    | Không đạt giải | [ 52 ] |
| Mister World                    | 2024 | Séc                    | Tomáš Haring                       | Top 10         | [ 53 ] |